# 府中消防署 (広島県)
府中消防署（ふちゅうしょうぼうしょ）は、広島県府中市にある福山地区消防組合が管轄する消防署である。

## 概要
府中市を管轄する消防署である。
- 1957年 - 府中市消防本部が発足
- 1959年 - 府中消防署が発足
- 1964年 - 従来の消防業務に加えて新たに救急業務も開始する
- 1974年 - 新庁舎に移転
- 1999年 - 府中市消防本部が廃止され福山地区消防組合に合併。府中消防署も福山地区消防組合の管轄となる。
- 2004年 - 新庁舎に再度移転

## 本署・出張所所在地
- 府中消防署本署 - 広島県府中市府中町119-1
  - 小塚出張所 - 広島県府中市上下町小塚543-9

## 車両
本署
- はしご車
- ポンプ車
- 救助タンク車
- 指揮車
- 救急車

小塚出張所
- ポンプ車
- 救急車